# モリス・デワール

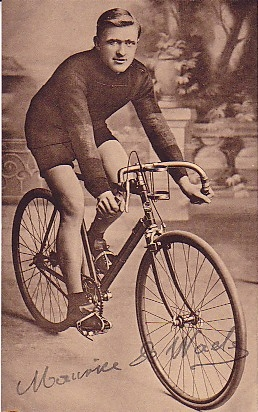
モリス・デワール

モリス・デワール（Maurice De Waele、1896年12月27日 - 1952年2月14日）は、ベルギー、ロヴェンデヘム出身の自転車競技選手。

## 経歴
1927年のツール・ド・フランス総合3位（区間2勝）、1928年のツール・ド・フランス総合2位（区間2勝）を経て、1929年のツール・ド・フランスを迎えた。
同年のツール・ド・フランスでは、第4～6ステージまで総合首位に立ったが、第9ステージを制したヴィクトル・フォンタンがデワールに9分54秒の差をつけ総合首位に立った。ところが、続く第10ステージにおいて、フォンタンがクラッシュに遭遇してしまい、ホイールが大破してしまった。ところが当時、ゴールまで同一の自転車を使用しなければならない、というルールが存在したため、修理不能状態となったフォンタンは民家を探し回ってようやく自身が使用していた自転車を探し当てることができたが、時既に遅し。タイムオーバーとなり、フォンタンはレースから去らざるを得なくなった。結果、デワールが総合首位に立った。
その後、デワールは第20ステージにおける勝利を含め、最後までマイヨ・ジョーヌを守って総合優勝を果たしたが、この年のツールまで、現在とは違って、個人プロ選手の参加も認められており、そのため、トレードチームの一員として登録されていた選手との間には、いわゆる「協力関係」の有無問題も露呈化した。レースディレクターであるアンリ・デグランジュは当初、同一トレードチーム選手同士における協力関係はないという前提に立っていたが、デワールが所属していたアルシオン・ダンロップは、チームメイトに対し、途中棄権を促すなどして、デワールを勝利に導くよう示唆していた。結果、デグランジュとアルシオンとの対立は決定的となり、翌1930年のツール・ド・フランスから、トレードチーム及び個人参加を禁止。国別対抗形式による、現在にも通じるチーム別対抗戦方式へと改めることになった。
なお、デワールはこの他、1928年及び1929年のバスク一周並びに、1930年のツール・ド・ベルギーでも総合優勝を果たしている。